# The Untouchables (videogioco 1989)
The Untouchables è un videogioco sparatutto tratto dal film The Untouchables - Gli intoccabili (1987), pubblicato nel 1989 per i computer Amiga, Amstrad CPC, Atari ST, Commodore 64, MS-DOS, MSX e ZX Spectrum dalla Ocean Software. Nel 1991 uscì una conversione per la console Nintendo Entertainment System, prodotta dalla filiale statunitense della Ocean. Il gioco è composto da varie fasi molto diverse tra loro per meccaniche e prospettiva.
Nel 1994 uscì anche The Untouchables per Super Nintendo Entertainment System, composto da fasi simili a quelle del precedente, ma con meccaniche differenti, e basato in particolare sulla serie televisiva The Untouchables (1993).

## Trama
Il giocatore controlla Eliot Ness e la sua squadra di agenti nella Chicago dell'epoca del proibizionismo e deve affrontare gli sgherri dell'organizzazione criminale di Al Capone in una serie di scontri a fuoco, che corrispondono piuttosto fedelmente ad altrettante scene specifiche del film.

## Modalità di gioco
The Untouchables è costituito da sei livelli con funzionamento tra loro differente, ma sempre di genere sparatutto. 
1. The warehouse (Il magazzino): si controlla Eliot Ness nell'unica fase a piattaforme del gioco. Ci si aggira in un magazzino pieno di casse, con visuale di lato e scorrimento in tutte le direzioni. Il magazzino è popolato da gangster armati di mitra; Ness li può uccidere sparando in orizzontale, e alcuni lasciano bonus come ricariche di energia o un mitra più potente temporaneo. Si devono trovare alcuni contabili, la cui posizione è indicata da una freccia, che quando uccisi lasciano dei documenti compromettenti da raccogliere per completare il livello.
2. The bridge (Il ponte): si combatte sopra un largo ponte dove i contrabbandieri si sono fermati con i camion. La visuale è frontale a scorrimento orizzontale e il personaggio del giocatore, steso a terra alla base dello schermo, può rotolare a destra e sinistra e sparare ad altezza variabile. Non c'è un mirino diretto, ma l'altezza a cui si mira è visibile in una piccola inquadratura posta al di fuori della scena. In molte versioni (tranne Amiga e Atari ST) durante lo scontro si può cambiare personaggio tra i quattro della squadra, che hanno ciascuno una propria energia.
3. The alleys (I vicoli): si affrontano uno alla volta alcuni vicoli con visuale tridimensionale fissa, pieni di gangster che spuntano dalle finestre e dalla strada in fondo. Il personaggio del giocatore, immobile e visto di spalle, è armato di doppietta, può sparare due colpi con un mirino e acquattarsi al sicuro dietro l'angolo del vicolo per ricaricare. Anche qui si può cambiare tra i quattro personaggi (solo due su Amiga e Atari ST).
4. The train station (La stazione): Ness deve attraversare varie scalinate e piani della stazione, combattendo i gangster e proteggendo un bimbo in carrozzina che scende giù senza controllo. La scena è mostrata dall'alto, con scorrimento verticale verso il basso. Ness può muoversi e sparare in tutte le direzioni, e quando è vicino alla carrozzina la può spingere per deviare la sua traiettoria e farle evitare proiettili e ostacoli. Ci sono anche passanti innocenti da non colpire.
5. The hostage (L'ostaggio): uno sgherro sta puntando la pistola alla tempia di un testimone. Con visuale in prima persona fissa si controlla la mano di George Stone con la pistola e si deve uccidere il criminale con un colpo secco.
6. The rooftop (Il tetto): si dà la caccia a Frank Nitti sul tetto piatto del tribunale. Il funzionamento del livello è simile a The alleys, ma si controlla solo Ness armato di pistola a sei colpi, c'è un solo avversario da colpire più volte, e la scena si sposta progressivamente verso il bordo del tetto, dove alla fine Nitti precipiterà.

Di solito in ogni livello c'è anche un limite di tempo. I livelli sono intervallati da immagini di giornali i cui titoli spiegano brevemente gli eventi accaduti (nella versione Commodore 64 su disco, anche da immagini in stile cinematografico degli eventi successivi).
La versione Nintendo Entertainment System riprende piuttosto fedelmente il funzionamento delle versioni per computer, ma c'è un livello in più all'inizio del gioco, quasi uguale a The alleys.

## Sviluppo
Dopo i primi tie-in meno riusciti, la Ocean Software aveva avuto un grosso successo con RoboCop ed era divenuta un punto di riferimento per la categoria dei videogiochi tratti con licenza da altri media. La Paramount Pictures propose alla Ocean, già autrice su sua licenza di Top Gun, di realizzare un gioco su Gli intoccabili, quando il film era all'incirca in fase di post-produzione. La Ocean ebbe modo di visionare una versione incompleta del film per ispirarsi. Lo sviluppo venne effettuato internamente per i computer a 8 bit, con una squadra dedicata alle versioni Spectrum/Amstrad/MSX e una al Commodore 64, mentre le conversioni Amiga e Atari ST furono esternalizzate alla Special FX Software di Liverpool. Lo sviluppo interno richiese circa nove mesi, molto più dei circa tre mesi che all'epoca la Ocean impiegava tipicamente per un gioco, principalmente perché The Untouchables era strutturato in sezioni con gameplay molto diversi.

## Accoglienza
The Untouchables, nelle sue versioni per home computer, ottenne spesso recensioni molto buone dalla critica del tempo. Tra le testate più entusiaste ci fu Zzap! che assegnò 97% e la medaglia d'oro di gioco del mese alla versione Commodore 64; le assegnò la medaglia d'oro anche quando recensì la riedizione economica due anni dopo, e in uno speciale del 2002 lo mise tra i cinque migliori giochi per Commodore 64 tratti da film.
La critica evidenziò spesso la difficoltà elevata del gioco, a volte giudicata anche troppo elevata, che richiede molto impegno per riuscire a progredire nei livelli e apprezzarne la varietà.
Alcune riviste notarono anche che è composto da sottogiochi che non apportano novità ai rispettivi generi, ma diedero comunque giudizi complessivi molto positivi.
Spesso veniva accostato a RoboCop e Batman, altre trasposizioni di successo da film realizzate poco tempo prima dalla Ocean. The Untouchables non raggiunse il successo degli altri due, ma secondo la rivista Retro Gamer ne è all'altezza come qualità, ed è il più fedele al rispettivo film.